# Aris Konstantinidis

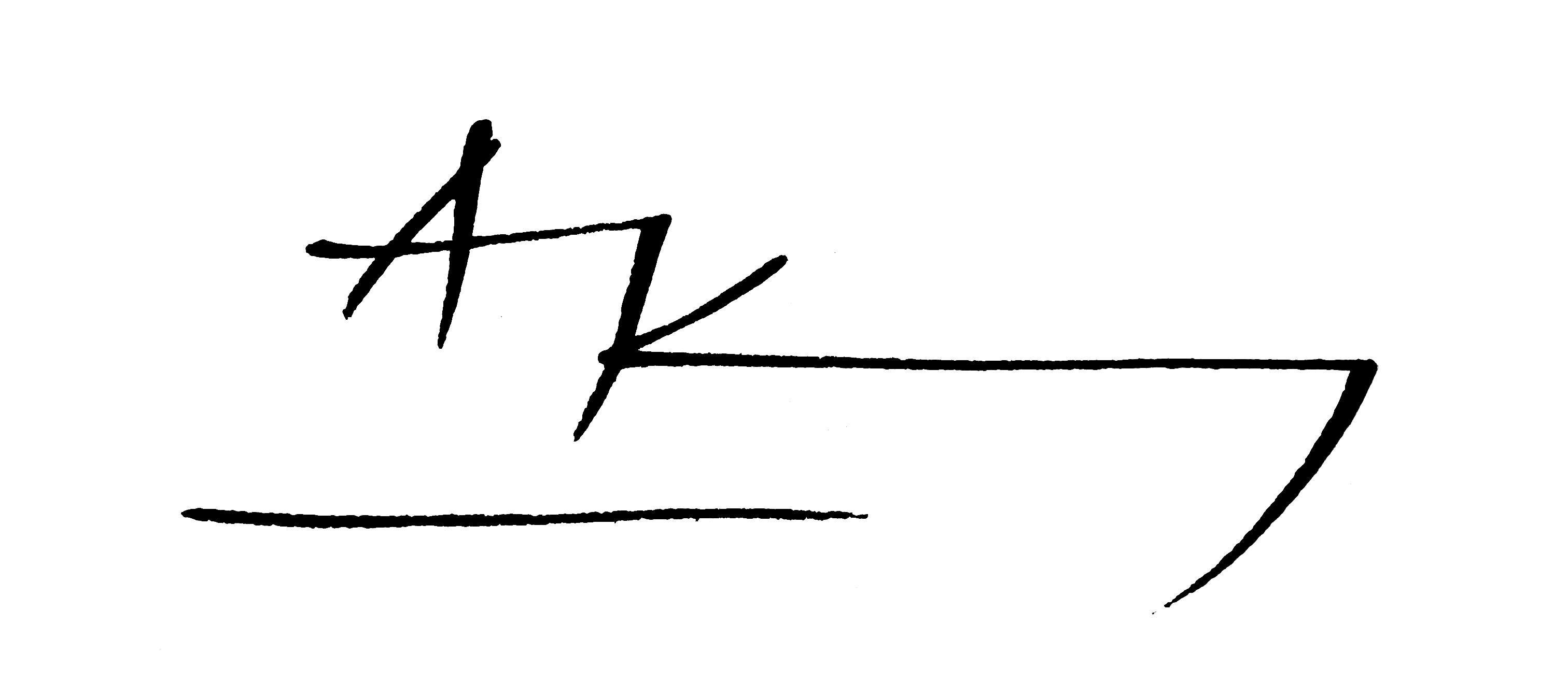
Signatur

Aris Konstantinidis (griechisch Άρης Κωνσταντινίδης, * 4. März 1913 in Athen; † 18. September 1993 ebenda) war ein griechischer Architekt der Moderne.

## Leben
Aris Konstantinidis wurde 1913 in Athen als Sohn von Dimitris Konstantinidis, einem Angestellten der Nationalbank zypriotischer Herkunft und Marika Adrianidis, die aus Korinth stammte, geboren. Er lebte mit seinen Eltern und den zwei Schwestern Iro und Eleni in der Karalou-Str. 2. Sein Großvater war der Radsportler Aristidis Konstantinidis. 
Nach dem Schulabschluss 1928 versuchte er vergeblich die Zulassung zum Polytechnikum in Athen zu erlangen, was ihm aber misslang. Auf Rat eines Freundes des Vaters ging er daher nach München und studierte 1931 bis 1936 an der dortigen Technischen Hochschule, zuletzt bei Adolf Abel. Nach dem Abschluss der Universität und wegen des Nationalsozialismus beschließt er eine Rückkehr nach Griechenland. 1937 arbeitete er im Stadtplanungsamt der Stadt Athen, wird aber bereits im August zum Militärdienst einberufen.
Sein erstes eigenes Werk war ein Ferienhaus in Elefsina (1937–38), kurz danach schuf er die Bauten für eine Blumenausstellung in Kifisia. In den nächsten fünfzehn Jahren schuf er Entwürfe für Einfamilien- und Wochenendhäuser, die aber unausgeführt blieben. 1939 bis 1940 arbeitete er erneut im Stadtplanungsamt von Athen, bevor er 1940 bis 1941 am Albanienfeldzug gegen Italien teilnahm. Zwischen 1942 und 1950 arbeitete er auf Vermittlung von Konstantinos Doxiadis als Architekt im Projektbüro des Ministeriums für öffentliche Arbeiten in Athen. Während dieser Zeit gründete er 1946 sein eigenes Architekturbüro in Athen. Um 1945/46 lernte er Dimitris Pikionis kennen, für den er im Semester 1948/49 am Athener Polytechnikum assistierte, aufgrund unterschiedlicher Auffassungen verließ er diese Stelle aber rasch.
In der Folgezeit konnte er einige Werke realisieren, die von der Fachwelt beachtet wurden. Nach dem Ausbau eines Apartments in Athen 1951 konnte im selben Jahr einen seiner Ferienhausentwürfe in Sykia verwirklichen. Hier zeigte sich erstmals sein Interesse für rohe belassene Materialien, die sein Werk immer wieder prägten. Nach einem gewonnenen Wettbewerb für Typenhäuser war er von 1955 bis 1957 Direktor der griechischen Arbeiterwohnungsbaugenossenschaft und realisierte sechs Wohnsiedlungen (Nea Filadelfia bei Athen, Pyrgos, Thessaloniki, Serres, Piräus und Iraklio).
1958 wurde Konstantinidis Architekt der Fremdenverkehrszentrale (Ellenikos Organismós Turismú (EOT)). Seine erste Aufgabe in dieser Funktion war ein Garderobenbau für das antike Theater von Epidauros, welches seit 1954 wieder bespielt wurde. Das erste größere Projekt in dieser Funktion war das Hotel Triton auf Andros (1958). Es folgten das Hotel Xenia auf Mykonos (1959–60) und auf Poros (1964). Neben den Hotels schuf Konstantinidis für die Fremdenverkehrszentrale ab 1959 auch mehrere Motels, sowie die Geschäftszentrale in Rom und einen Werbepavillon. Neben der Arbeit bei der Fremdenverkehrszentrale schuf er in der zweiten Hälfte der 1960er Jahre zwei Museumsbauten, sowie verschiedene Einfamilien- und Ferienhäuser.
1967 trat er wegen Unstimmigkeiten mit der Geschäftsleitung und wegen des neuen politischen Kurses unter der griechischen Militärdiktatur von seinem Posten in der Fremdenverkehrszentrale zurück. Er nahm eine Gastprofessur an der ETH Zürich an, die er von Oktober 1967 bis Juli 1970 innehatte und wurde Mitglied der Bayerischen Akademie der Wissenschaften. 1970 eröffnete er sein Architekturbüro in Athen wieder. In der Folgezeit schuf er mehrere Einfamilien- und Ferienhäuser, sowie ein Apartmenthaus. Ab März 1975 war er Fachberater für Architektur und Regionalplanung bei der Fremdenverkehrszentrale in Griechenland. Die Universität Thessaloniki verlieh ihm am 19. April 1978 die Ehrendoktorwürde.
1993 nahm er sich in Athen das Leben.

## Wirken
Aris Konstantinidis war ein Architekt des Funktionalismus, der als Leiter des Xenia-Programms zum Bau von touristischer Infrastruktur bekannt wurde. Trotz der modernen Formensprache seiner Bauten sah sich Konstantinidis vor allem als Fortführer der griechischen Tradition, die er aber weniger formal (im Sinne eines Stils) als funktional auffasste. Kenneth Frampton sah in ihm deshalb auch einen frühen und wichtigen Vertreter des kritischen Regionalismus, auch wenn Konstantinidis selbst dieses Etikett ablehnte. Der Architekt vertrat einen „an den konkreten Ort gebundenen Rationalismus. Er vermittelte zudem ein Gefühl für den Wert des Alltäglichen“ (Fabio Reinhart).
In diesem Sinne trat Konstantinidis für die Einbindung seiner Bauten in die Landschaft, für ein klimagerechtes Bauen (z. B. Schattenzonen zwischen Innen und Außen) und den Einsatz traditionell in der griechischen Architektur verwendeter Materialien (vor allem Stein) und Farben (Ocker, Siena, Schwarz, Weiß und Blau) sowie relativ kleine Dimensionen ein. Sein Wochenendhaus für K. Papapanayotou im Athener Küstenvorort Anavyssos gilt als bedeutendes Beispiel der Nachkriegsmoderne in Europa und zugleich als gültige Interpretation eines ,zeitlosen‘ griechischen Bauens.
Seine Vorbilder – im Sinne der ,Zeitlosigkeit‘ und ,Wahrheit‘ – sah Konstantinidis vor allem in anonymen, teils ephemeren Bauten, wie den Barackenhäusern, die in den 1920er Jahren von Flüchtlingen aus Kleinasien am Rande griechischer Städte gebaut wurden, oder auch den angebauten Vordächern von Cafés und Tavernen. Stilarchitektur im Sinne einer äußerlichen Berufung auf die Tradition lehnte er hingegen ebenso ab wie einen architektonischen Internationalismus. Vor allem trat Konstantinidis scharf gegen den Klassizismus des 19. Jahrhunderts auf, den er als Verfälschung der griechischen Tradition betrachtete.
Konstantinidis gestaltete bei seinen Projekten auch die Interieurs, das Mobiliar und – etwa bei den Hotels und Motels – auch Aufschriften und Schaubilder. Zur Ausstattung der Bauten des Xenia-Programms beauftragte er die Bildhauer Klearchos Loukopoulos, Christos Kapralos und Kostas Coulendianos. Ansonsten nutzte er gelegentlich auch Fotografien zur Gestaltung.

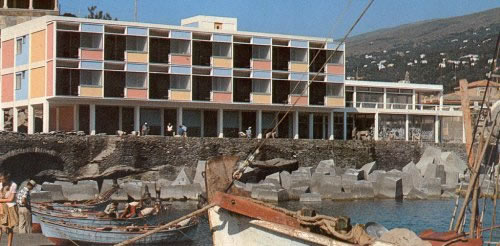
Hotel Triton auf Andros von 1958
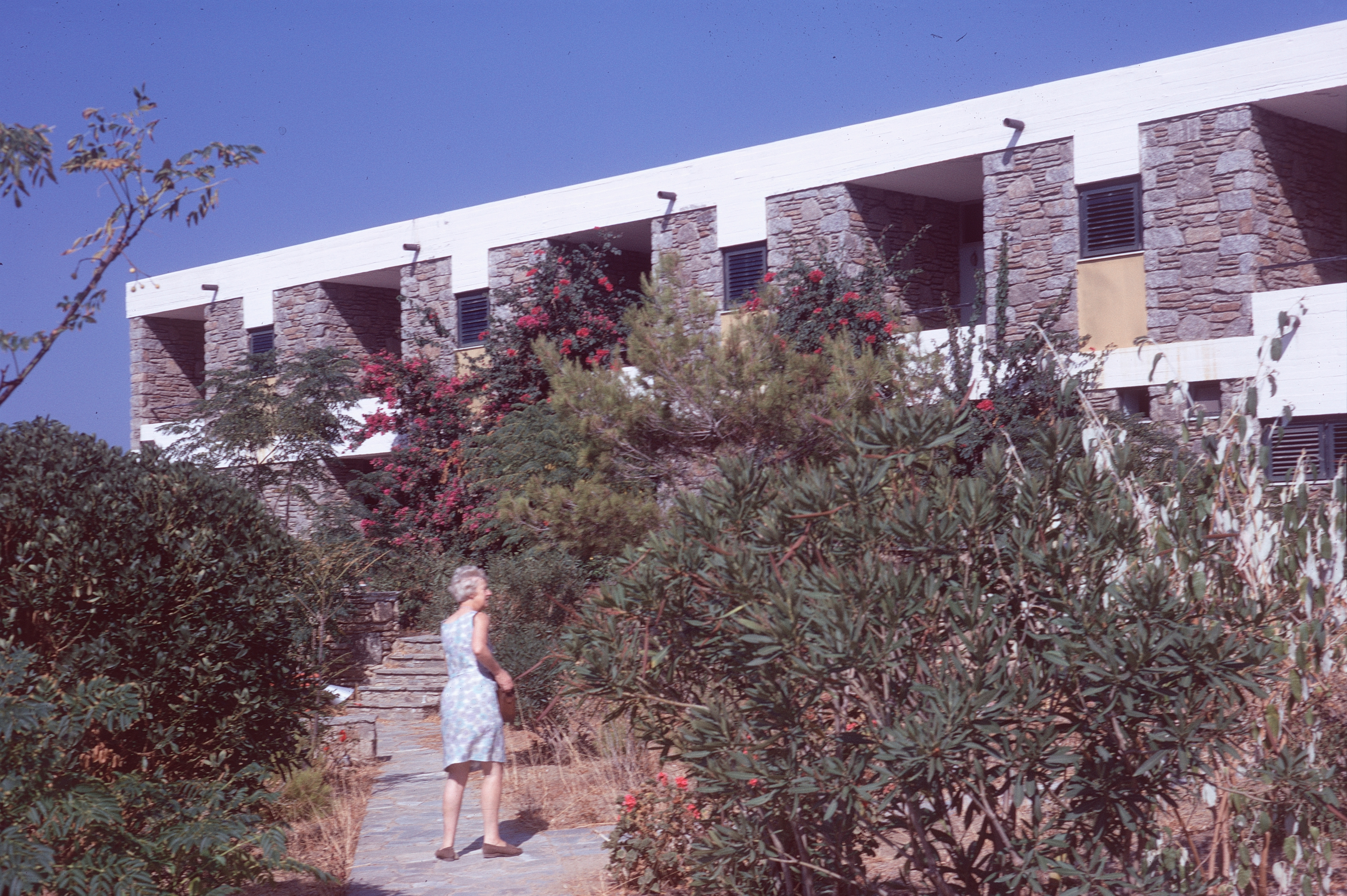
Hotel Xenia auf Mykonos von 1959–60 (Ansicht 1970)
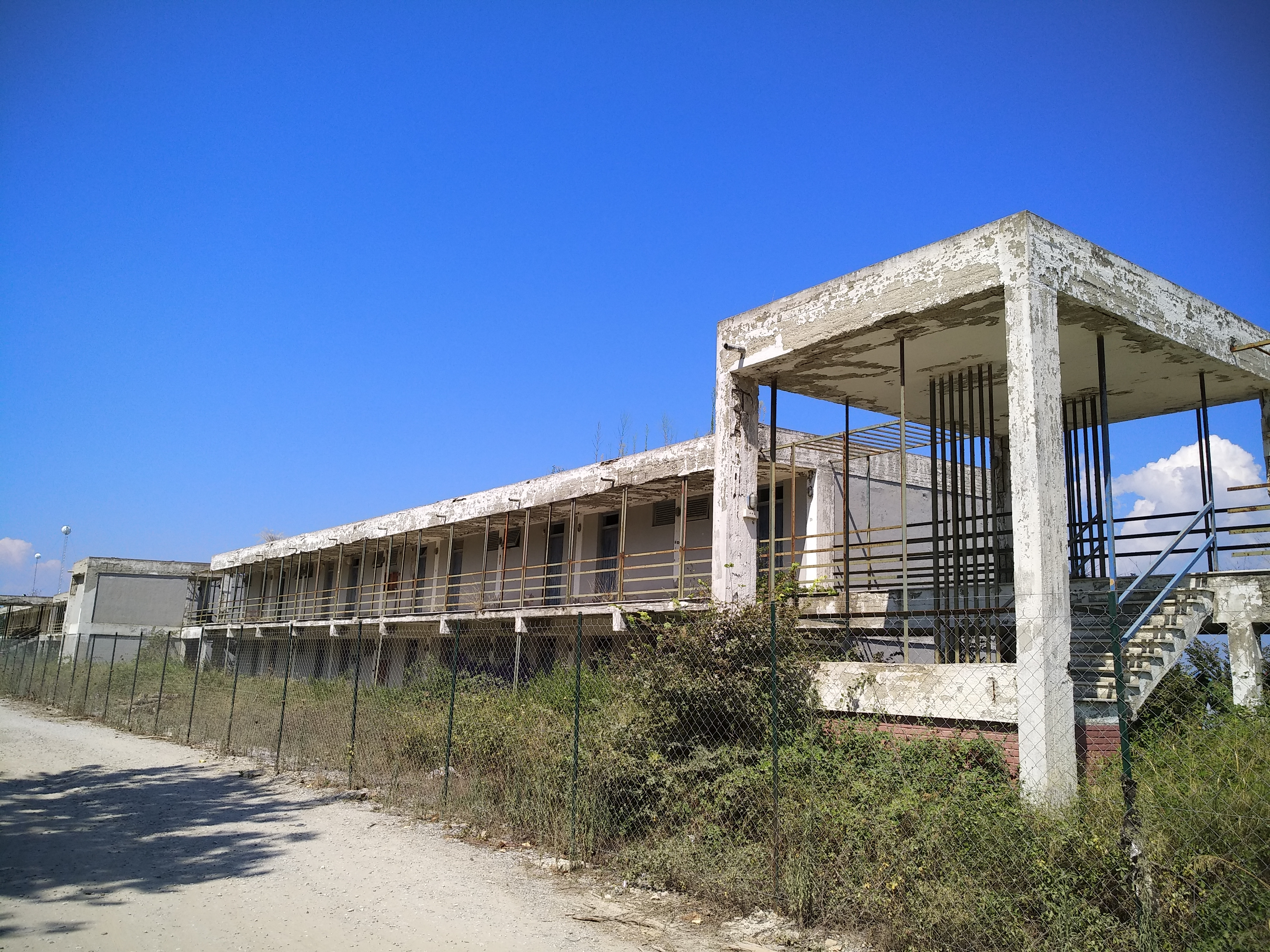
Motel Xenia in Paliouri von 1962 (Ansicht 2018)
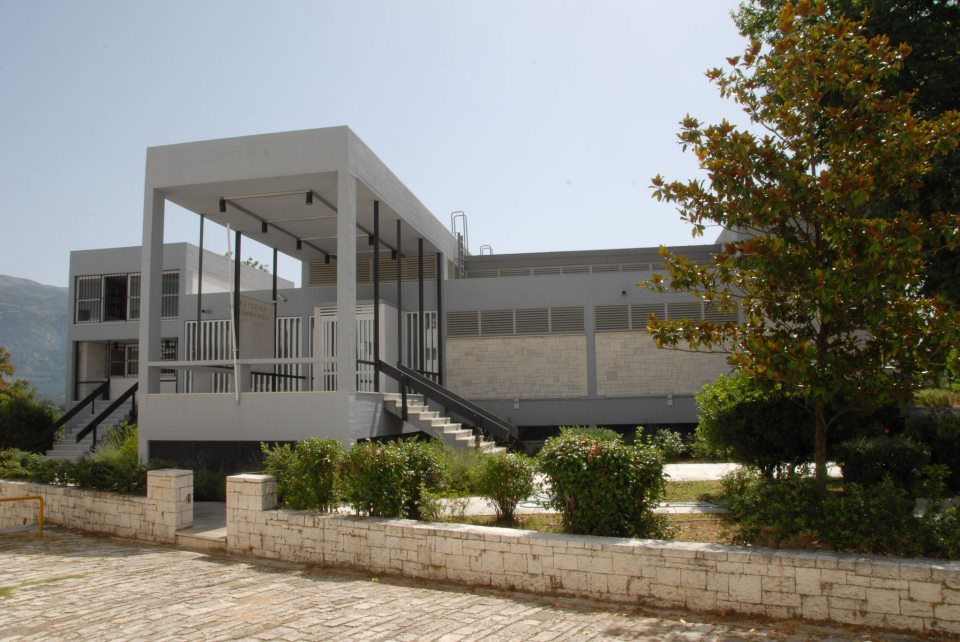
Archäologisches Museum Ioannina von 1965 (Ansicht 2012)

## Bauten (Auswahl)
In die nachfolgende Auflistung wurden diejenigen Bauten Konstantinidis aufgenommen, die mit Fotografien oder Plänen in den zitierten Werken publiziert wurden. Ein Gesamtregister seiner Bauten findet sich in der Monografie von Cofano & Konstantinidis von 2010 (siehe Literatur).
- 1937–38: Ferienhaus Lambros Eftaxias, Elefsina[9][10][1][11] (Lage)
- 1940: IV. Blumenausstellung in Kifisia[9][10][1]
- 1940: CINE-NEWS-Kino in der Stadiou-Straße, Athen[9][10] (heute völlig umgebaut) (Lage)
- 1949: Handarbeitsausstellung in Athen[10]
- 1949–51: Penthouse Giorgios Mavróidis, Leof.-Vasilissis-Sofias-Str. 4, Athen[9][10][1] (Lage)
- 1951: Ferienhaus Giorgio Kakrídis, Sykia[9][10][1] (Lage)
- 1952: Ausstellungspavillon auf der Internationalen Messe in Thessaloniki[9][10][1]
- 1954: Ausstellungspavillon auf der Internationalen Messe in Thessaloniki[10][1]
- 1955: Geschäft in Larisa[10]
- 1955: Bushaltestellen-Pavillons in Epirus[10] (nur teilweise gebaut)
- 1955–57: Arbeiterwohnsiedlung in Nea Filadelfia[9][10][1][12] (Lage)
- 1955–57: Arbeiterwohnsiedlung in Pyrgos[9][10][1]
- 1955–57: Arbeiterwohnsiedlung in Thessaloniki[9][10]
- 1955–57: Arbeiterwohnsiedlung in Serres[9][10]
- 1955–57: Arbeiterwohnsiedlung in Piräus[9][10][1] (Lage)
- 1955–57: Arbeiterwohnsiedlung in Iraklio[9][10][1]
- 1955–57: Arbeiterwohnsiedlung in Agios Nikolaos[10]
- 1957–58: Garderobenbau für das antike Theater von Epidauros[9][10][1] (Lage)
- 1957–58: Hotel Triton auf Andros[9][10][1] (ruinös, Abriss geplant[13]) (Lage)
- 1958–59: Motel Xenia in Larisa[9][10][1]
- 1958–60: Hotel Xenia auf Mykonos[9][10][1] (Lage)
- 1958–62: Motel Xenia in Kalambaka[9][10][1] (Lage)
- 1958–62: Einfamilienhaus Evanghelos Trezos Vouliagmeni[9][10][1] (abgerissen[14])
- 1959: Motel Xenia in Igoumenitsa[9][10] (ruinös) (Lage)
- 1959: Ausstellungspavillon der EOT auf der Internationalen Messe in Thessaloniki[9][10][1]
- 1959: Geschäfts- und Ausstellungsraum in Athen[9][10]
- 1959–60: Gästezimmer für das antike Theater von Epidauros[10][1] (Lage)
- 1959–62: Erstes Motel Xenia in Olympia[9][10][1] (Lage)
- 1960: Büro- und Ausstellungsräume der griechischen Fremdenverkehrszentrale in Rom[9][10]
- 1960–62: Motel Xenia in Paliouri[9][10][1] (abgerissen) (Lage)
- 1960–61: Einfamilienhaus Alexandros Xydis, Athen[9][10][1] (Lage)
- 1960–63: Einfamilienhaus Iro Konstantinidi Barnitsa, Filothei[9][10] (abgerissen)[1]
- 1961–64: Hotel Xenia auf Poros[9][10][1] (heute völlig umgebaut) (Lage)
- 1961–66: Archäologisches Museum Ioannina[9][10][1] (Lage)
- 1962–63: Gästezimmer für das antike Theater von Epidauros[10][1] (Lage)
- 1962–64: Ferienhaus Takis Papapanayotou, Anavyssos[9][10][1][15] (Lage)
- 1962–66: Motel Xenia in Iraklio[9][1] (ruinös) (Lage)
- 1963–64: Ferienhaus Familie Konstantinidis auf Spetses[9][10][1]
- 1964–66: Zweites Motel Xenia in Olympia[9][10][1] (ruinös) (Lage)
- 1965–67: Zweifamilienhaus Jessy und Clem Wood, Kouzounos auf Spetses[10][9][1] (Lage)
- 1966–67: Archäologisches Museum Komotini[9][10][1] (Lage)
- 1970–71: Restaurant und Kaffeehaus in Ioannina[10]
- 1972: Grabmal für Giorgos Seferis, Erster Athener Friedhof[10] (Lage)
- 1971–73: Apartmenthaus in der Karaoli-ke-Dimitriou-Str. 30, Filothei[9][10][1] (Lage)
- 1972–78: Atelier- und Wohnhaus Yannis Moralis in Ägina[9][10][1] (Lage)
- 1972–74: Einfamilienhaus Viktor Melás, Kalission-Straße, Poubakti-Penteli[9][10][1]
- 1975–76: Ferienhaus Eleni Konstantinidi auf Ägina[9][10][1]
- 1991–92: Ferienhaus Giorgios Triantafillídis Kyparissi[1]

## Schriften
- 1947: Zwei Weiler auf Mykonos (Δυο «χωριά» από τη Μύκονο)
- 1950: Die alten Häuser Athens (Τα παλιά Αθηναϊκά σπίτια)
- 1953: Kapellen auf Mykonos (Ξωκλήσια της Μυκόνου)
- 1972: Behälter des Lebens oder das Problem einer wahren Architektur (Δοχεία ζωής ή το πρόβλημα για μια αληθινή αρχιτεκτονική)
- 1975: Elemente der Selbsterkenntnis. Für eine wahre Architektur (Στοιχεία αυτογνωσίας. Για μιαν αληθινή αρχιτεκτονική)
- 1978: Wahre zeitgenössische Architektur (Σύγχρονη αληθινή αρχιτεκτονική)
- 1987: Über die Architektur (Για την αρχιτεκτονική)
- 1987: Sünder und Diebe  oder Vom Abheben der Architektur (Αμαρτωλοί και κλέφτες ή Η απογείωση της αρχιτεκτονικής)
- 1989: Prolegomena (Τα προλεγόμενα, από τα βιβλία που βρίσκονται στα σκαριά)
- 1991: Die elende Aktualität – Die goldene Olympiade – Das Akropolismuseum  (Η άθλια επικαιρότητα – Η χρυσή ολυμπιάδα – Το μουσείο της ακρόπολης)
- 1992: Erfahrungen und Ereignisse. Eine autobiographische Erzählung (Εμπειρίες και περιστατικά. Μια αυτοβιογραφική διήγηση)
- 1992: Die Architektur der Architektur. Tagebuchnotizen (Η αρχιτεκτονική της αρχιτεκτονικής.  Ημερολογιακά σημειώματα)
- 1992: Aris Konstandinidis: Projekte und Bauten (Αρης Κωνσταντινίδης: Μελέτες και κατασκευές)
- 1993: Das Gottgebaute (Θεόκτιστα), Photographien (postum)